# Маро (риф)
Маро (англ. Maro Reef) — крупнейший коралловый риф в составе Северо-Западных островов Гавайского архипелага. Расположен примерно в 1360 км от Гонолулу, столицы штата Гавайи, в который и входит риф. Площадь поверхности 1,935 км². Гавайские названия — Налукакала (Nalukakala) или Коанакоа (Koʻanakoʻa).

## География
Собственно говоря, риф представляет собой коралловый атолл, имеющий форму не круга или овала, а необычную сетчатую структуру. Значительная часть поверхности находится под водой. В зависимости от прилива или отлива максимальная площадь суши достигает 0,004 км². Между вышедшими наружу частями подводных рифов находятся бесчисленные лагуны.

## История
Риф был открыт в 1820 году китобойным судном «Маро», в честь которого и назван.